# عيسى موناييف
عيسى موناييف ( 20 مايو 1965 - 1 فبراير 2015) كان متمردًا شيشانيًا وقائدًا للقوات التي حارب من أجل استقلال جمهورية إشكيريا الشيشانية عن روسيا حتى تم إجباره على النفي إلى أوروبا حوالي عام 2004. قُتل أثناء القتال أثناء قيادته لوحدة متطوعة شيشانية على الجانب الأوكراني خلال الحرب في دونباس عام 2015.